# Ōtori-taisha
Le Ōtori-taisha (大鳥神社), aussi connu sous le nom « grand sanctuaire Ōtori », est un sanctuaire shinto (ou jinja) situé dans l'arrondissement Nishi-ku de la ville de Sakai, préfecture d'Osaka au Japon.

## Histoire
La légende de l'origine du sanctuaire veut que le héros Yamatotakeru-no-Mikoto, qui se transforma en cygne blanc à sa mort, s'arrêta une dernière fois sur le futur site de Ōtori. On rapporte que les habitants des alentours ont construit le sanctuaire afin d'y vénérer les cygnes blancs.
Le prince Yamato Takeru (à l'origine prince Ousu), fils de l'empereur Keiko de la dynastie Yamato, est vénéré au sanctuaire. Le prince a été loué pour sa bravoure au combat et s'est vu donner le nom de Yamato Takeru, ou « le brave de Yamato » par son ennemi à sa mort.
Ōtori-taisha est censé être au service des dieux de la littérature et des arts martiaux et il se dit que les guerriers le visitaient souvent dans les temps anciens.
Le temple a été désigné comme sanctuaire de tête (ichi-no-miya) de l'ancienne province d'Izumi. De 1871 jusqu'en 1946, Ōtori est officiellement désigné comme un des kanpei-taisha (官幣大社) système moderne de classement des sanctuaires shinto, ce qui signifie qu'il se tenait au premier rang parmi les sanctuaires soutenus par le gouvernement.

## Le site
Le site du sanctuaire, qui s'étend sur plus de 50 000 m2, abrite une paisible forêt connue sous le nom « Chigusa no mori » en raison de la variété apparemment sans fin des espèces d'arbres qui peuvent s'y trouver. Le sanctuaire est également connu pour son jardin d'iris, qui comprend plus de 100 000 fleurs. Il y a à l'intérieur du sanctuaire un monument sur lequel un poème tanka a été gravé par Tomioka Tessai.

## Architecture
Le bâtiment principal, Ōtori-zukuri, est construit dans le style Ōtori-zukuri, un des plus anciens styles architecturaux employés pour les sanctuaires shinto. Ce bâtiment, incendié en 1905 a été reconstruit en 1909.

## Festival
Un danjiri matsuri, un festival traditionnel, a lieu chaque année le week-end de la première semaine d'octobre aux alentours de ce sanctuaire.

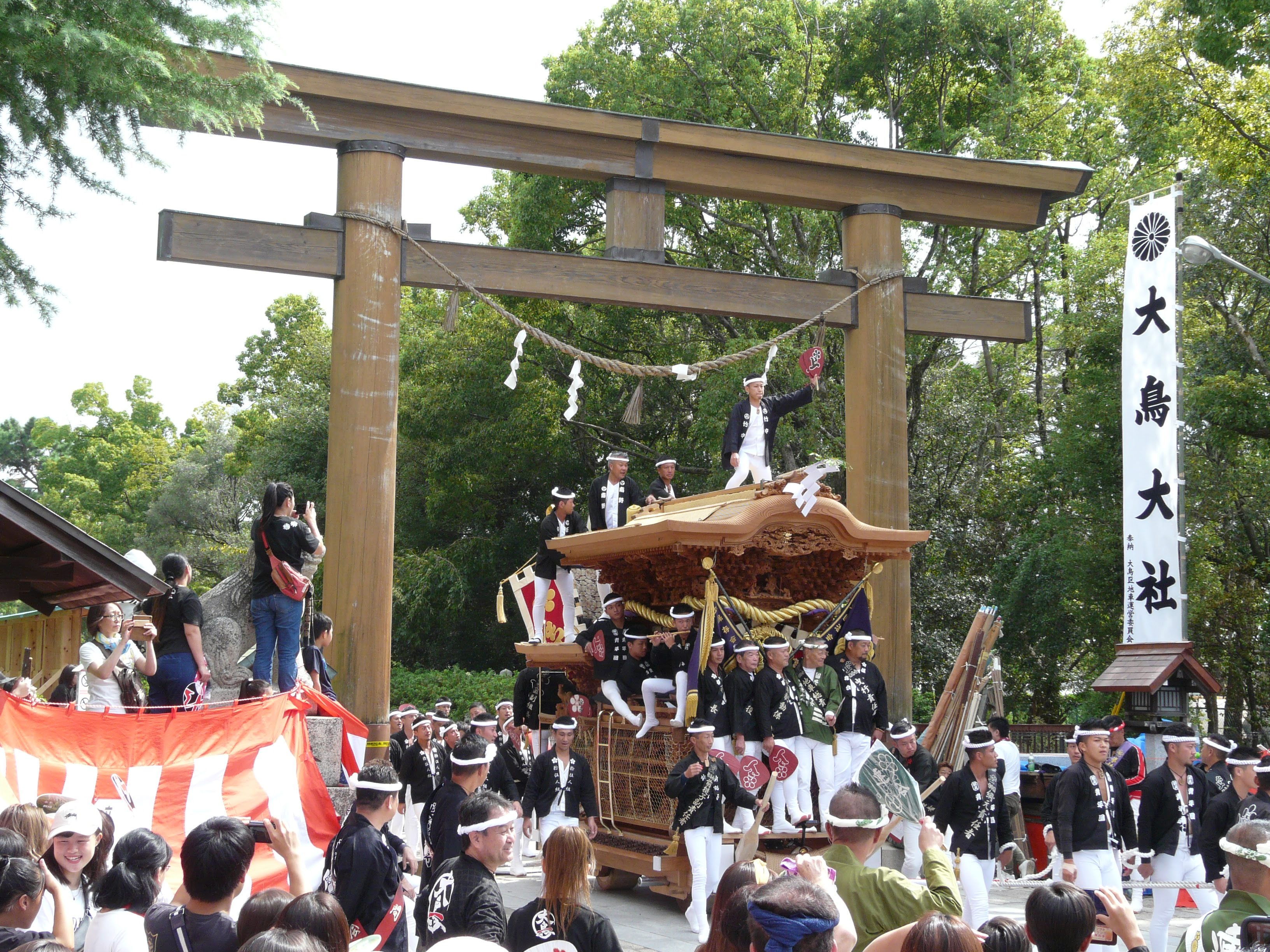
Danjiri matsuri.
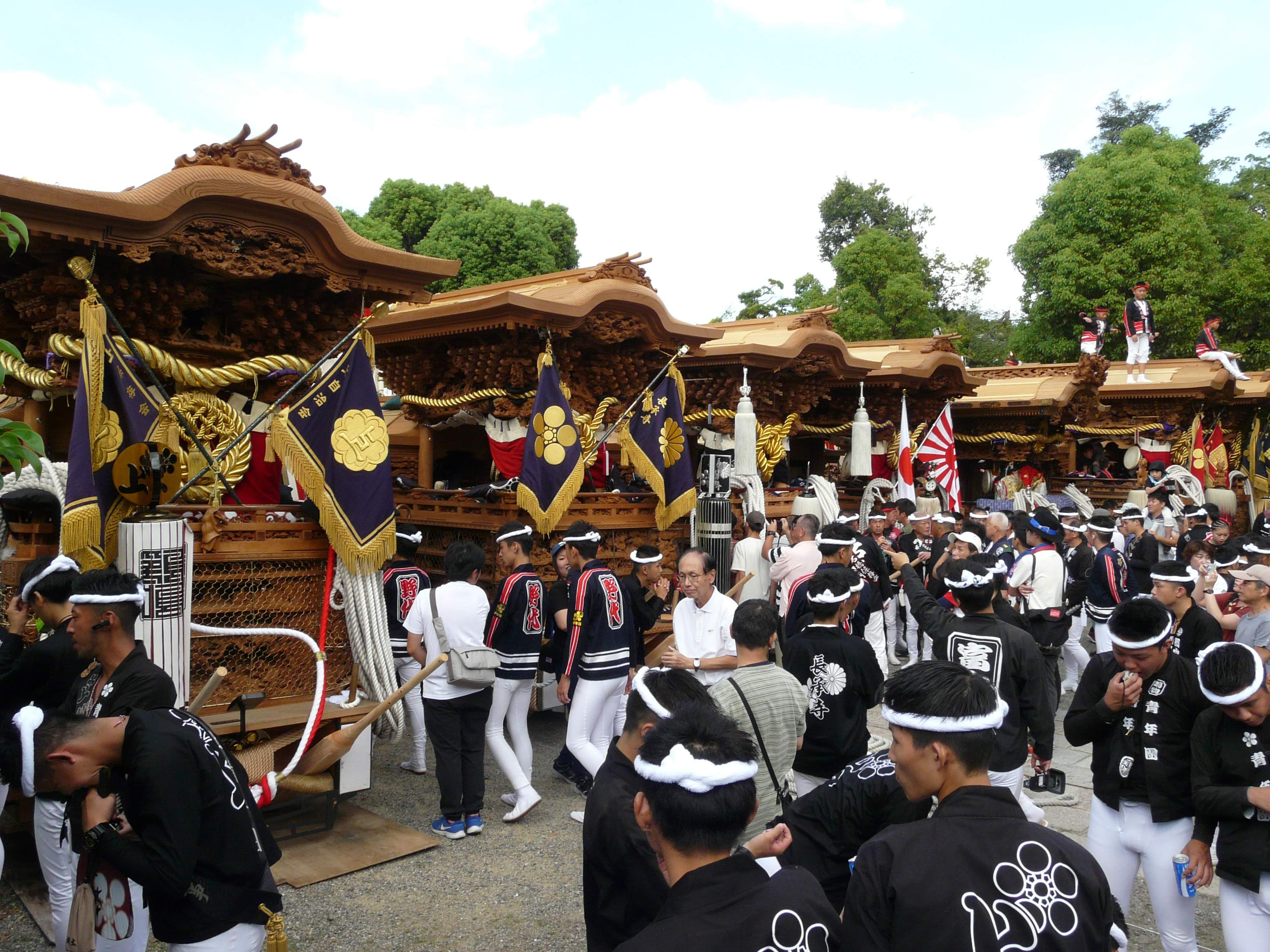
Danjiri matsuri.
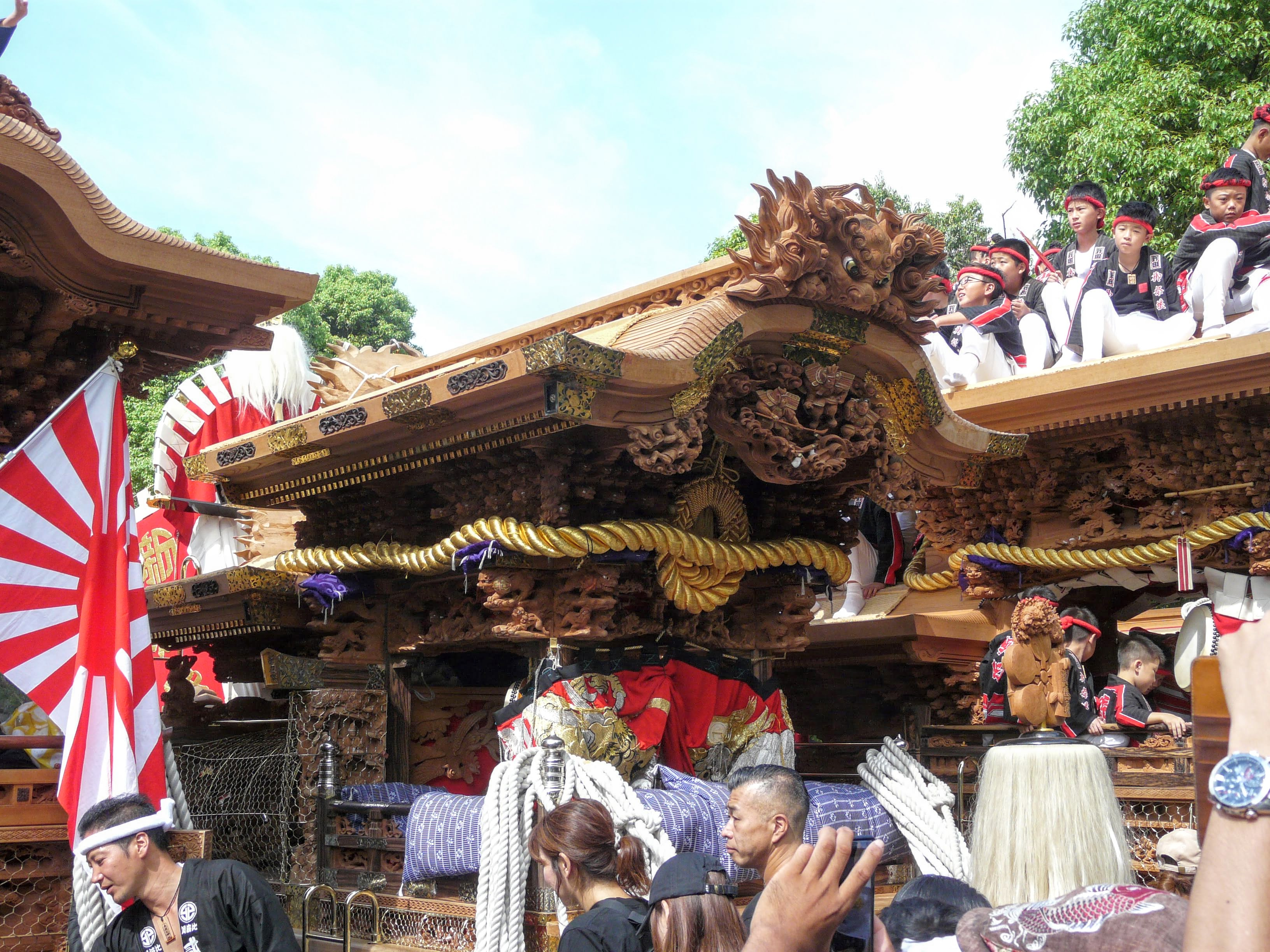
Danjiri matsuri.

## Galerie d'images

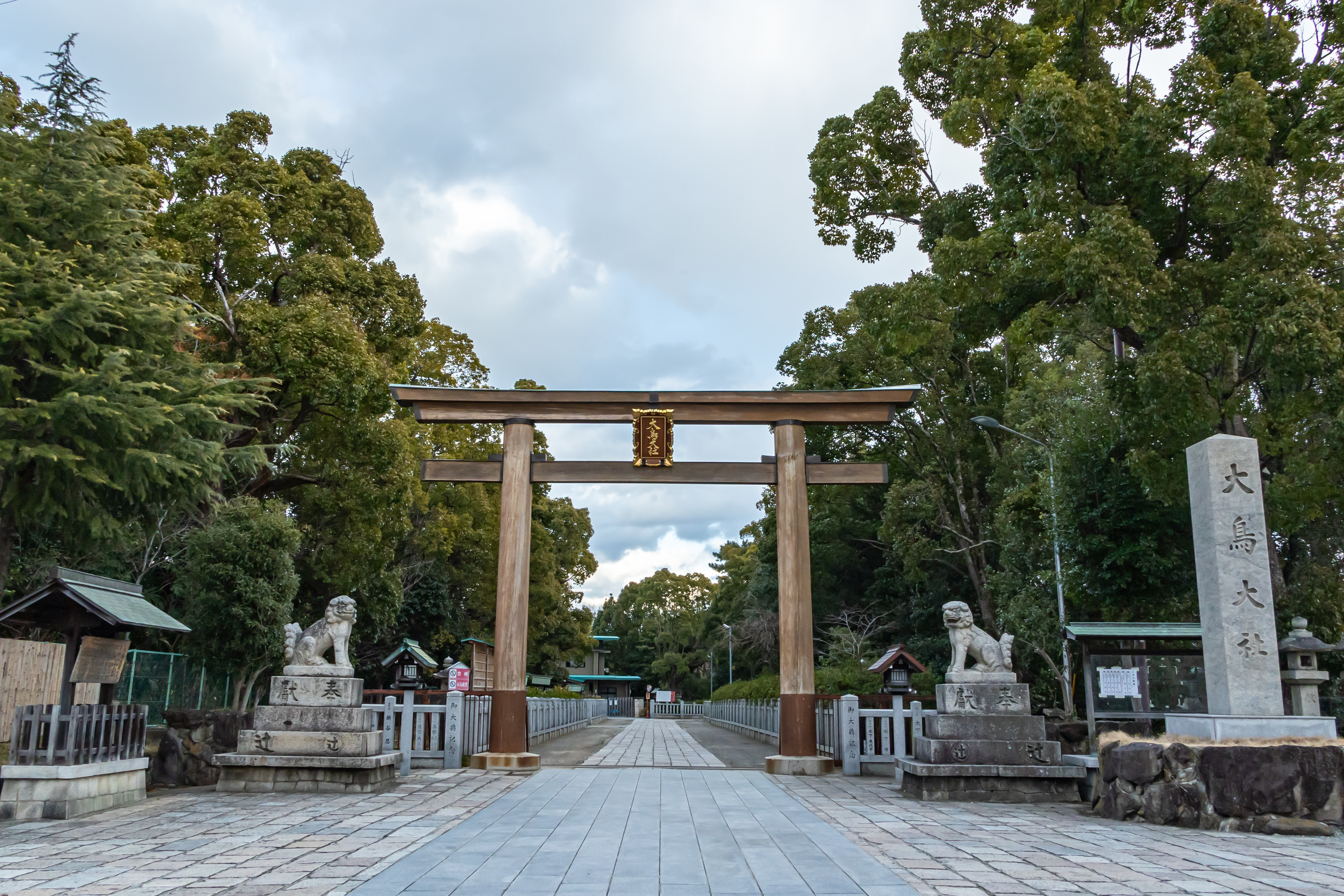
Entrée du Ōtori-taisha.
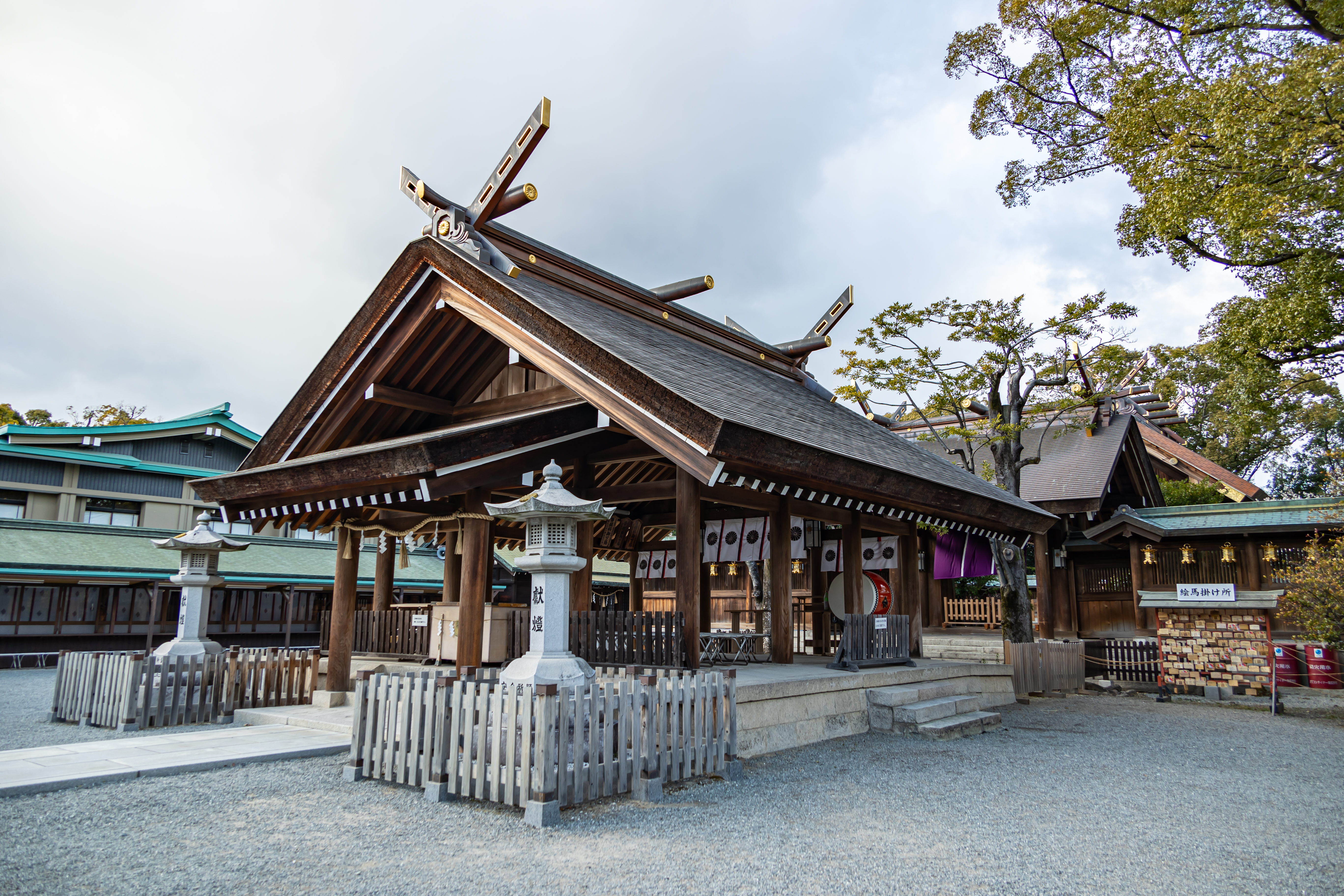
Bâtiment cultuel.
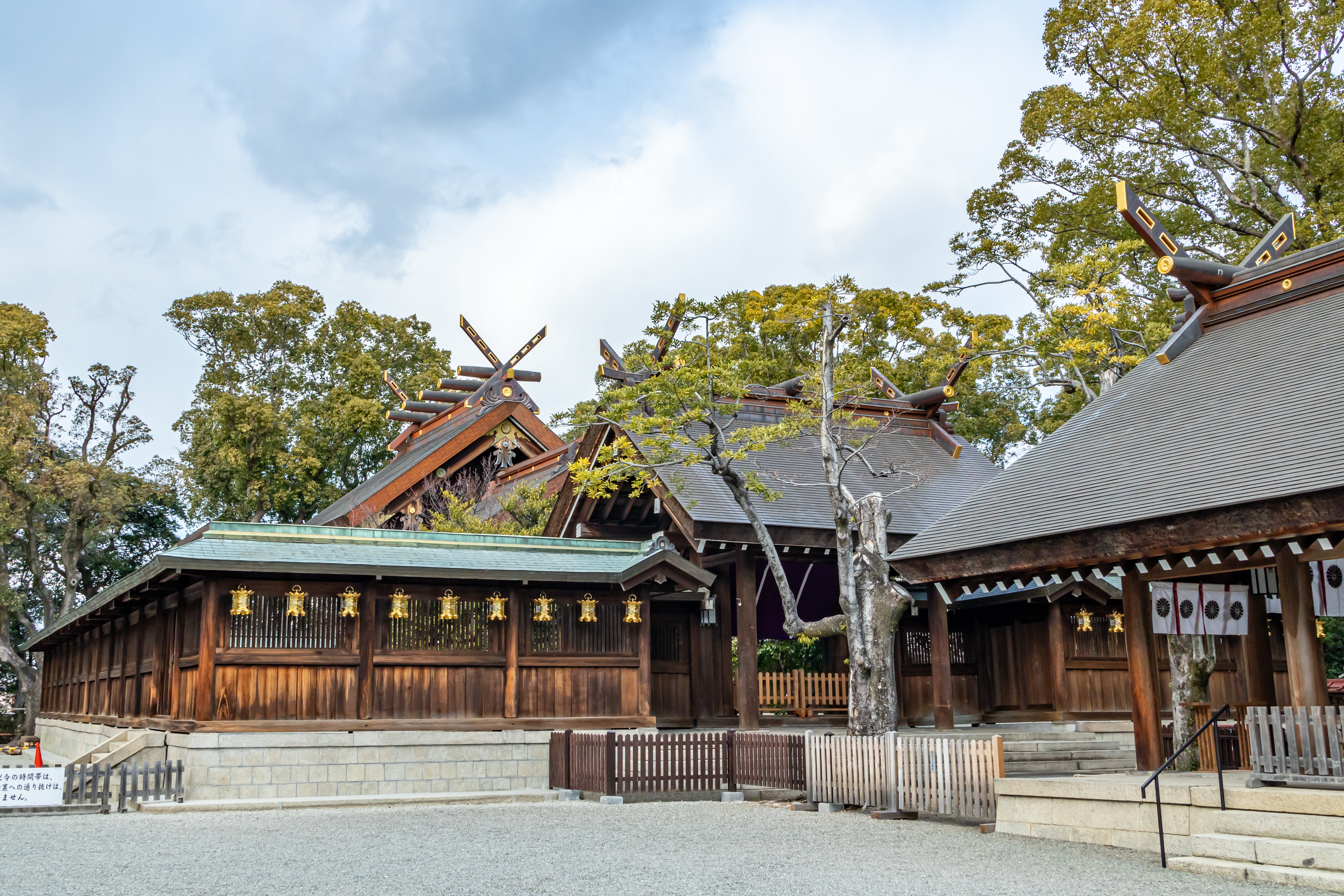
Sanctuaire intérieur.
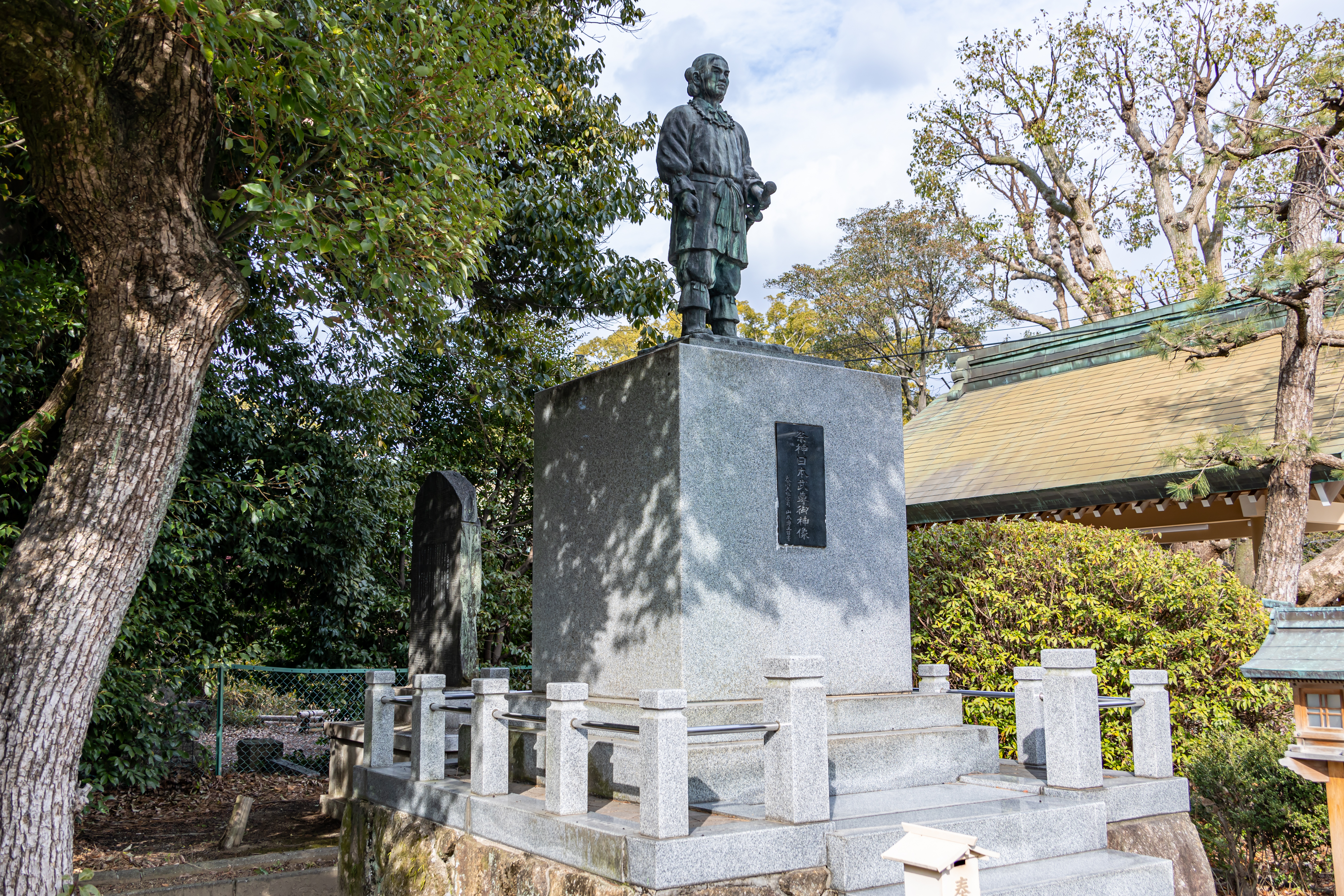
Statue de Yamato Takeru.

## Source de la traduction
- (en) Cet article est partiellement ou en totalité issu de l’article de Wikipédia en anglais intitulé « Ōtori taisha » (voir la liste des auteurs).